# مار کل
مار کُل (اسپانیایی: Mar Coll‎؛ زادهٔ ۱۹۸۱ میلادی) کارگردان فیلم و فیلم‌نامه‌نویس اهل اسپانیا است. او دانش‌آموختهٔ رشتهٔ فیلم‌سازی در «مدرسه سینما و علوم سمعی-بصری کاتالونیا» است. یکی از فیلم‌های او در سال ۲۰۰۹ نامزد جایزهٔ بهترین کارگردانی، بهترین بازیگر زن و بهترین بازیگر مرد در جشنواره فیلم‌های اسپانیایی مالاگا شد. خودش نیز در همان سال برندهٔ جایزهٔ گویای بهترین کارگردان جدید شد. او همچنین ۳ جایزه گائودی هم دریافت کرده است.